# والتر مارشال
والتر مارشال (27 أكتوبر 1853 - 15 يناير 1943) (بالإنجليزية: Walter Marshall)‏ هو لاعب كريكت بريطاني (وحمل سابقاً جنسية المملكة المتحدة لبريطانيا العظمى وأيرلندا).